# Mezoregion Leste Rondoniense

Mezoregion Leste Rondoniense

Mezoregion Leste Rondoniense – mezoregion w brazylijskim stanie Rondônia, skupia 42 gminy zgrupowanych w sześciu mikroregionach. Liczy 131.291,3 km² powierzchni.

## Mikroregiony
- Alvorada d'Oeste
- Ariquemes
- Cacoal
- Colorado do Oeste
- Ji-Paraná
- Vilhena